# Water (canção de Tyla)
"Water" é uma canção da cantora sul-africana Tyla, lançada pela Epic Records em 28 de julho de 2023 como o primeiro single de seu EP de estreia. A música se tornou viral com um "desafio de dança" no TikTok e fez de Tyla a mais jovem e a primeira solista sul-africana em 55 anos a entrar na Billboard Hot 100, dos Estados Unidos, após "Grazing in the Grass" de Hugh Masekela em 1968. Em outros países, a música alcançou o top dez na Nova Zelândia, Austrália, Holanda, Reino Unido, África do Sul, Irlanda, Suécia e Grécia.

## Lançamento e promoção
A música ganhou força no TikTok em agosto de 2023, quando Tyla começou a postar fazendo uma dança ao som da canção coreografada pela dançarina sul-africana Litchi, que envolve balançar os quadris e chutar as pernas antes de derramar água nos quadris no ritmo da letra.

## Prêmios e indicações
| Prêmio        | Ano  | Categoria                           | Resultado | Ref.  |
| ------------- | ---- | ----------------------------------- | --------- | ----- |
| Grammy Awards | 2024 | Melhor Performance Musical Africana | Venceu    | [ 4 ] |

## Desempenho comercial
| Tabela musical (2023)                               | Melhor posição |
| --------------------------------------------------- | -------------- |
| Alemanha (Offizielle Deutsche Charts)               | 54             |
| África do Sul (Billboard)                           | 10             |
| África do Sul Airplay (TOSAC)                       | 8              |
| Austrália (ARIA)                                    | 9              |
| Brasil (Brasil Hot 100)                             | 61             |
| Canadá (Canadian Hot 100)                           | 53             |
| Dinamarca (Tracklisten)                             | 16             |
| Estados Unidos Billboard Hot 100                    | 63             |
| Estados Unidos Afrobeats Songs (Billboard)          | 1              |
| Estados Unidos Hot R&B/Hip-Hop Songs (Billboard)    | 22             |
| Estados Unidos Rhythmic (Billboard)                 | 38             |
| Estados Unidos World Digital Song Sales (Billboard) | 2              |
| Filipinas (Billboard)                               | 24             |
| França (SNEP)                                       | 29             |
| Global 200 (Billboard)                              | 38             |
| Grécia Internacional (IFPI)                         | 10             |
| Irlanda (IRMA)                                      | 6              |
| Lituânia (AGATA)                                    | 29             |
| Luxemburgo (Billboard)                              | 21             |
| Nigéria (TurnTable Top 100)                         | 17             |
| Noruega (VG-lista)                                  | 14             |
| Nova Zelândia (Recorded Music NZ)                   | 2              |
| Países Baixos (Dutch Top 40)                        | 31             |
| Países Baixos (Single Top 100)                      | 7              |
| Portugal (AFP)                                      | 45             |
| Suécia (Sverigetopplistan)                          | 10             |
| Suíça (Schweizer Hitparade)                         | 15             |
| Suriname (Nationale Top 40)                         | 2              |
| Reino Unido (UK Singles Chart)                      | 4              |
| Reino Unido (OCC Afrobeats)                         | 1              |
| Reino Unido (OCC UK R&B)                            | 2              |

## Certificações
| Região                                                        | Certificação | Vendas   |
| ------------------------------------------------------------- | ------------ | -------- |
| Austrália (ARIA)                                              | Ouro         | 35.000‡  |
| Canadá (Music Canada)                                         | Ouro         | 40.000‡  |
| Nova Zelândia (RMNZ)                                          | Platina      | 30.000‡  |
| Portugal (AFP)                                                | Ouro         | 5.000‡   |
| Reino Unido (BPI)                                             | Prata        | 200.000‡ |
| ‡vendas+valores de streaming baseados somente na certificação |              |          |